# Serghei Pogreban
Serghei Pogreban (ur. 13 maja 1978) – mołdawski piłkarz, grający w Ekranasie Poniewież. Występuje na pozycji napastnika.